# Old Woman
Метеорит Old Woman — це найбільший метеорит, знайдений на території штату Каліфорнія, та другий за величиною з-поміж усіх знайдених на території США. Він був виявлений в горах Old Woman Mountains, що в південній Каліфорнії, на початку 1976 року. Його виміри сягають 970 мм в довжину, 860 мм у висоту та 760 мм у ширину. Метеорит складається переважно із заліза, але містить також нікель (близько 6%), а також незначну кількість хрому, кобальту, фосфору та сірки.
Він був виставлений на показ для відвідувачів у Смітсонівському інституті, де перебував із 1978 по 1980, а зараз зберігається в освітньому центрі Desert Discovery Center у місті Барстоу, Каліфорнія. Його початкова вага становила 2753 кг, але з метою проведення наукових аналізів від нього відкололи шматок вагою у 427 кг. Команда військових із Корпусу морської піхоти США допомагала вивезти метеорит із гір, використовуючи гелікоптер із багажною сіткою, прикріпленою знизу.
Метеорит був знайдений трьома гірниками, які заявили про своє право власності на знайдений об'єкт. Однак заява була проігнорована, а метеорит конфіскувало Бюро управління земельними ресурсами (англ. Bureau of Land Management) уряду США.